# Craugastor yucatanensis
La rana ladradora yucateca también conocida como rana yucateca o rana-ladrona yucateca (Craugastor yucatanensis) es una especie de la familia Craugastoridae (ranas de hojarasca). Es una especie endémica de la península de Yucatán en México. Mide cerca de 3.4 cm de longitud hocico-cloaca. Su cabeza es moderadamente aplanada y algo más ancha que larga. Tiene brazos medianamente robustos y las puntas de sus dedos de manos y patas están distendidos en forma de discos. Su tímpano es más pequeño que el ojo, el cual es grande y protuberante. Dorso, lados y vientre son planos con un disco ventral oscuro. El dorso es café-olivo a gris con moteado oscuro, a veces con manchas rosáceas. Su iris es gris dorado. El vientre está desprovisto de pigmentos y es casi transparente. La mayor parte de los registros para esta especie proceden del norte de Quintana Roo. Recientemente se le ha observado en la Reserva de Sian Ka'an. Asimismo, se ha reportado para algunos sitios en Chichén Itzá, Yucatán. Existe poca información sobre su hábitat. Aparentemente es una especie terrestre y diurna que puede habitar cenotes o cavernas, algunos ejemplares fueron reportados por la noche en áreas de selva. La región en la que se le ha observado posee clima cálido - subhúmedo con lluvias en verano; la elevación reportada va de 0 a 10 m s. n. m. La NOM-059-SEMARNAT-2010 clasifica a la especie como sujeta a protección especial; la IUCN 2019-1 la clasifica en su categoría de casi amenazada. Dentro de los factores de riesgo para esta especie se encuentran la reducción del hábitat por desarrollo urbano, la fragmentación del hábitat, el cambio de uso de suelo para fines agrícolas y la contaminación de los cuerpos de agua.

## Distribución geográfica y hábitat
Es endémica de la península de Yucatán (México).

## Estado de conservación
Se encuentra amenazada por la pérdida de su hábitat natural.